# 캘런 매콜리프
캘런 매콜리프(Callan McAuliffe, 1995년 1월 24일 ~ )는 오스트레일리아의 배우이다.

## 작품 목록
- 해커
- 플립 - 브라이스 로스키 역
- 위대한 개츠비